# Danh sách giải thưởng và đề cử của Steve Carell
Steve Carell là một diễn viên, diễn viên hài, nhà biên kịch, nhà sản xuất và đạo diễn người Mỹ, người đã nhận được nhiều giải thưởng trong suốt sự nghiệp của mình, bao gồm một giải Quả cầu vàng, ba giải thưởng của Nghiệp đoàn Diễn viên Màn ảnh và hai giải thưởng của Hiệp hội Nhà văn Hoa Kỳ. Ngoài ra, anh đã được đề cử cho một giải Oscar, mười một giải Primetime Emmy, và một giải BAFTA. Vào năm 2016, Carell đã nhận được một ngôi sao trên Đại lộ Danh vọng Hollywood cho những đóng góp của anh cho điện ảnh.

## Các hiệp hội lớn

### Giải Oscar
| Năm  | Hạng mục                          | Tác phẩm đề cử | Kết quả | Chú thích |
| ---- | --------------------------------- | -------------- | ------- | --------- |
| 2015 | Nam diễn viên chính xuất sắc nhất | Foxcatcher     | Đề cử   | [ 2 ]     |

### Giải BAFTA
| Năm  | Hạng mục                        | Tác phẩm đề cử | Kết quả | Chú thích |
| ---- | ------------------------------- | -------------- | ------- | --------- |
| 2015 | Nam diễn viên phụ xuất sắc nhất | Foxcatcher     | Đề cử   | [ 3 ]     |

### Giải Quả cầu vàng
| Năm  | Hạng mục                                                                   | Tác phẩm đề cử      | Kết quả   | Chú thích |
| ---- | -------------------------------------------------------------------------- | ------------------- | --------- | --------- |
| 2006 | Nam diễn viên chính xuất sắc nhất - Phim truyền hình ca nhạc hoặc hài kịch | The Office          | Đoạt giải | [ 4 ]     |
| 2007 | Nam diễn viên chính xuất sắc nhất - Phim truyền hình ca nhạc hoặc hài kịch | The Office          | Đề cử     | [ 5 ]     |
| 2008 | Nam diễn viên chính xuất sắc nhất - Phim truyền hình ca nhạc hoặc hài kịch | The Office          | Đề cử     | [ 6 ]     |
| 2009 | Nam diễn viên chính xuất sắc nhất - Phim truyền hình ca nhạc hoặc hài kịch | The Office          | Đề cử     | [ 7 ]     |
| 2010 | Nam diễn viên chính xuất sắc nhất - Phim truyền hình ca nhạc hoặc hài kịch | The Office          | Đề cử     | [ 8 ]     |
| 2011 | Nam diễn viên chính xuất sắc nhất - Phim truyền hình ca nhạc hoặc hài kịch | The Office          | Đề cử     | [ 9 ]     |
| 2015 | Nam diễn viên phim chính kịch xuất sắc nhất                                | Foxcatcher          | Đề cử     | [ 10 ]    |
| 2016 | Nam diễn viên điện ảnh xuất sắc nhất – ca nhạc hoặc hài                    | The Big Short       | Đề cử     | [ 11 ]    |
| 2018 | Nam diễn viên điện ảnh xuất sắc nhất – ca nhạc hoặc hài                    | Battle of the Sexes | Đề cử     | [ 12 ]    |

### Giải Primetime Emmy
| Năm  | Hạng mục                                                | Tác phẩm đề cử | Kết quả | Chú thích |
| ---- | ------------------------------------------------------- | -------------- | ------- | --------- |
| 2006 | Nam diễn viên chính xuất sắc trong loạt phim hài        | The Office     | Đề cử   | [ 13 ]    |
| 2007 | Nam diễn viên chính xuất sắc trong loạt phim hài        | The Office     | Đề cử   | [ 13 ]    |
| 2008 | Loạt phim hài xuất sắc                                  | The Office     | Đề cử   | [ 13 ]    |
| 2008 | Nam diễn viên chính xuất sắc trong loạt phim hài        | The Office     | Đề cử   | [ 13 ]    |
| 2009 | Loạt phim hài xuất sắc                                  | The Office     | Đề cử   | [ 13 ]    |
| 2009 | Nam diễn viên chính xuất sắc trong loạt phim hài        | The Office     | Đề cử   | [ 13 ]    |
| 2010 | Loạt phim hài xuất sắc                                  | The Office     | Đề cử   | [ 13 ]    |
| 2010 | Nam diễn viên chính xuất sắc trong loạt phim hài        | The Office     | Đề cử   | [ 13 ]    |
| 2011 | Loạt phim hài xuất sắc                                  | The Office     | Đề cử   | [ 13 ]    |
| 2011 | Nam diễn viên chính xuất sắc trong loạt phim hài        | The Office     | Đề cử   | [ 13 ]    |
| 2020 | Nam diễn viên chính xuất sắc trong loạt phim chính kịch | Bản tin sáng   | Đề cử   | [ 13 ]    |

### Giải thưởng của Nghiệp đoàn Diễn viên Màn ảnh
| Năm  | Hạng mục                                                     | Tác phẩm đề cử       | Kết quả   | Chú thích     |
| ---- | ------------------------------------------------------------ | -------------------- | --------- | ------------- |
| 2007 | Dàn diễn viên điện ảnh xuất sắc nhất                         | Little Miss Sunshine | Đoạt giải | [ 14 ] [ 15 ] |
| 2007 | Dàn diễn viên loạt phim hài xuất sắc nhất                    | The Office           | Đoạt giải | [ 14 ] [ 15 ] |
| 2007 | Nam diễn viên chính xuất sắc nhất trong loạt phim hài        | The Office           | Đề cử     | [ 14 ] [ 15 ] |
| 2008 | Dàn diễn viên loạt phim hài xuất sắc nhất                    | The Office           | Đoạt giải | [ 16 ]        |
| 2008 | Nam diễn viên chính xuất sắc nhất trong loạt phim hài        | The Office           | Đề cử     | [ 16 ]        |
| 2009 | Dàn diễn viên loạt phim hài xuất sắc nhất                    | The Office           | Đề cử     | [ 17 ]        |
| 2009 | Nam diễn viên chính xuất sắc nhất trong loạt phim hài        | The Office           | Đề cử     | [ 17 ]        |
| 2010 | Dàn diễn viên loạt phim hài xuất sắc nhất                    | The Office           | Đề cử     | [ 18 ]        |
| 2010 | Nam diễn viên chính xuất sắc nhất trong loạt phim hài        | The Office           | Đề cử     | [ 18 ]        |
| 2011 | Dàn diễn viên loạt phim hài xuất sắc nhất                    | The Office           | Đề cử     | [ 19 ]        |
| 2011 | Nam diễn viên chính xuất sắc nhất trong loạt phim hài        | The Office           | Đề cử     | [ 19 ]        |
| 2012 | Dàn diễn viên loạt phim hài xuất sắc nhất                    | The Office           | Đề cử     | [ 20 ]        |
| 2012 | Nam diễn viên chính xuất sắc nhất trong loạt phim hài        | The Office           | Đề cử     | [ 20 ]        |
| 2015 | Nam diễn viên chính xuất sắc nhất                            | Foxcatcher           | Đề cử     | [ 21 ]        |
| 2016 | Dàn diễn viên điện ảnh xuất sắc nhất                         | The Big Short        | Đề cử     | [ 22 ]        |
| 2018 | Nam diễn viên phụ xuất sắc nhất                              | Battle of the Sexes  | Đề cử     | [ 23 ]        |
| 2020 | Nam diễn viên chính xuất sắc nhất trong loạt phim chính kịch | Bản tin sáng         | Đề cử     | [ 24 ]        |
| 2022 | Dàn diễn viên loạt phim chính kịch xuất sắc nhất             | Bản tin sáng         | Đề cử     | [ 25 ]        |

### Giải thưởng của Hiệp hội Nhà văn Hoa Kỳ
| Năm  | Hạng mục                                     | Tác phẩm đề cử         | Kết quả   | Chú thích |
| ---- | -------------------------------------------- | ---------------------- | --------- | --------- |
| 2005 | Kịch bản gốc xuất sắc nhất                   | The 40-Year-Old Virgin | Đề cử     | [ 26 ]    |
| 2006 | Loạt phim hài                                | The Office             | Đoạt giải | [ 27 ]    |
| 2006 | Tập phim hài kịch (Tập phim: "Casino Night") | The Office             | Đoạt giải | [ 27 ]    |
| 2007 | Loạt phim hài                                | The Office             | Đề cử     | [ 28 ]    |
| 2008 | Loạt phim hài                                | The Office             | Đề cử     | [ 29 ]    |

## Các giải thưởng khác

### Giải AACTA
| Năm  | Hạng mục                          | Tác phẩm đề cử | Kết quả | Chú thích |
| ---- | --------------------------------- | -------------- | ------- | --------- |
| 2014 | Nam diễn viên chính xuất sắc nhất | Foxcatcher     | Đề cử   | [ 30 ]    |
| 2015 | Nam diễn viên chính xuất sắc nhất | The Big Short  | Đề cử   | [ 31 ]    |

### Giải AARP
| Năm  | Hạng mục                          | Tác phẩm đề cử      | Kết quả   | Chú thích |
| ---- | --------------------------------- | ------------------- | --------- | --------- |
| 2013 | Nam diễn viên phụ xuất sắc nhất   | The Way, Way Back   | Đề cử     | [ 32 ]    |
| 2014 | Nam diễn viên chính xuất sắc nhất | Foxcatcher          | Đoạt giải | [ 33 ]    |
| 2017 | Nam diễn viên chính xuất sắc nhất | Battle of the Sexes | Đề cử     | [ 34 ]    |

### Giải thưởng Hài kịch Hoa Kỳ
| Năm  | Hạng mục                     | Tác phẩm đề cử                    | Kết quả | Chú thích |
| ---- | ---------------------------- | --------------------------------- | ------- | --------- |
| 2013 | Nam diễn viên phụ hài - Phim | Anchorman 2: The Legend Continues | Đề cử   | [ 35 ]    |

### Giải Annie
| Năm  | Category                                 | Tác phẩm đề cử    | Kết quả | Chú thích |
| ---- | ---------------------------------------- | ----------------- | ------- | --------- |
| 2010 | Diễn xuất lồng tiếng trong phim điện ảnh | Kẻ trộm Mặt Trăng | Đề cử   | [ 36 ]    |
| 2013 | Diễn xuất lồng tiếng trong phim điện ảnh | Kẻ trộm Mặt Trăng | Đề cử   | [ 37 ]    |

### Giải Lựa chọn của giới phê bình điện ảnh
| Năm  | Hạng mục                                         | Tác phẩm đề cử       | Kết quả   | Chú thích |
| ---- | ------------------------------------------------ | -------------------- | --------- | --------- |
| 2006 | Dàn diễn viên xuất sắc nhất                      | Little Miss Sunshine | Đoạt giải | [ 38 ]    |
| 2015 | Nam diễn viên chính xuất sắc nhất trong phim hài | The Big Short        | Đề cử     | [ 39 ]    |
| 2015 | Dàn diễn viên xuất sắc nhất                      | The Big Short        | Đề cử     | [ 39 ]    |
| 2017 | Nam diễn viên chính xuất sắc nhất trong phim hài | Battle of the Sexes  | Đề cử     | [ 40 ]    |

### Giải Critics' Choice Television
| Năm  | Hạng mục                                              | Tác phẩm đề cử | Kết quả | Chú thích |
| ---- | ----------------------------------------------------- | -------------- | ------- | --------- |
| 2011 | Nam diễn viên chính xuất sắc nhất trong loạt phim hài | The Office     | Đề cử   | [ 41 ]    |

### Giải Dorian
| Năm  | Hạng mục                                | Tác phẩm đề cử | Kết quả | Chú thích |
| ---- | --------------------------------------- | -------------- | ------- | --------- |
| 2014 | Màn trình diễn phim của năm - Diễn viên | Foxcatcher     | Đề cử   | [ 42 ]    |

### Giải Tinh thần độc lập
| Năm  | Hạng mục             | Tác phẩm đề cử | Kết quả   | Chú thích |
| ---- | -------------------- | -------------- | --------- | --------- |
| 2014 | Giải thưởng Đặc biệt | Foxcatcher     | Đoạt giải | [ 43 ]    |

### Giải Gotham
| Năm  | Hạng mục                                                           | Tác phẩm đề cử       | Kết quả   | Chú thích |
| ---- | ------------------------------------------------------------------ | -------------------- | --------- | --------- |
| 2006 | Dàn diễn viên xuất sắc nhất                                        | Little Miss Sunshine | Đề cử     | [ 44 ]    |
| 2014 | Giải đặc biệt của Ban giám khảo – Màn trình diễn của dàn diễn viên | Foxcatcher           | Đoạt giải | [ 45 ]    |

### Giải thưởng điện ảnh Hollywood
| Năm  | Hạng mục                  | Tác phẩm đề cử | Kết quả   | Chú thích |
| ---- | ------------------------- | -------------- | --------- | --------- |
| 2014 | Giải thưởng dàn diễn viên | Foxcatcher     | Đoạt giải | [ 46 ]    |

### Giải thưởng Học viện Điện ảnh & Truyền hình Ireland
| Năm  | Hạng mục                            | Tác phẩm đề cử | Kết quả | Chú thích |
| ---- | ----------------------------------- | -------------- | ------- | --------- |
| 2014 | Nam diễn viên quốc tế xuất sắc nhất | Foxcatcher     | Đề cử   | [ 47 ]    |

### Kids' Choice Awards
| Năm  | Hạng mục                                          | Tác phẩm đề cử                                              | Kết quả | Chú thích |
| ---- | ------------------------------------------------- | ----------------------------------------------------------- | ------- | --------- |
| 2011 | Nhân vật ngầu yêu thích                           | Kẻ trộm Mặt Trăng                                           | Đề cử   | [ 48 ]    |
| 2014 | Lồng tiếng yêu thích nhất trong bộ phim hoạt hình | Kẻ trộm Mặt Trăng 2                                         | Đề cử   | [ 49 ]    |
| 2015 | Diễn viên điện ảnh được yêu thích nhất            | Alexander và một ngày tồi tệ, kinh khủng, chán nản, bực bội | Đề cử   | [ 50 ]    |

### Giải Điện ảnh và Truyền hình của MTV
| Năm  | Hạng mục                          | Tác phẩm đề cử                        | Kết quả   | Chú thích     |
| ---- | --------------------------------- | ------------------------------------- | --------- | ------------- |
| 2005 | Đội xuất sắc nhất trên màn ảnh    | Anchorman: The Legend of Ron Burgundy | Đề cử     | [ 51 ]        |
| 2005 | Màn trình diễn nhạc kịch hay nhất | Anchorman: The Legend of Ron Burgundy | Đề cử     | [ 51 ]        |
| 2006 | Màn trình diễn hài kịch hay nhất  | The 40-Year-Old Virgin                | Đoạt giải | [ 52 ] [ 53 ] |
| 2006 | Màn trình diễn hay nhất           | The 40-Year-Old Virgin                | Đề cử     | [ 52 ] [ 53 ] |
| 2006 | Đội xuất sắc nhất trên màn ảnh    | The 40-Year-Old Virgin                | Đề cử     | [ 52 ] [ 53 ] |
| 2009 | Màn trình diễn hài kịch hay nhất  | Điệp viên 86: Nhiệm vụ bất khả thi    | Đề cử     | [ 54 ]        |
| 2014 | Cuộc chiến hay nhất               | Anchorman 2: The Legend Continues     | Đề cử     | [ 55 ]        |
| 2014 | Khoảnh khắc gây sốc nhất          | Anchorman 2: The Legend Continues     | Đề cử     | [ 55 ]        |
| 2015 | Best On-Screen Transformation     | Foxcatcher                            | Đề cử     | [ 56 ]        |

### People's Choice Awards
| Năm  | Hạng mục                                          | Tác phẩm đề cử    | Kết quả   | Chú thích     |
| ---- | ------------------------------------------------- | ----------------- | --------- | ------------- |
| 2009 | Ngôi sao nam hài hước được yêu thích nhất         | —                 | Đề cử     | [ 57 ]        |
| 2010 | Nam diễn viên hài truyền hình được yêu thích nhất | —                 | Đoạt giải | [ 58 ] [ 59 ] |
| 2011 | Ngôi sao hài kịch được yêu thích nhất             | —                 | Đề cử     | [ 60 ] [ 61 ] |
| 2011 | Đội trên màn ảnh được yêu thích nhất              | Đêm hẹn nhớ đời   | Đề cử     | [ 60 ] [ 61 ] |
| 2011 | Nam diễn viên hài truyền hình được yêu thích nhất | —                 | Đề cử     | [ 60 ] [ 61 ] |
| 2012 | Diễn viên phim hài được yêu thích nhất            | —                 | Đề cử     | [ 62 ] [ 63 ] |
| 2020 | Ngôi sao truyền hình nam                          | Quân chủng vũ trụ | Đề cử     | [ 64 ]        |

### Giải Satellite
| Năm  | Hạng mục                                           | Tác phẩm đề cử      | Kết quả | Chú thích |
| ---- | -------------------------------------------------- | ------------------- | ------- | --------- |
| 2006 | Best Actor – Television Series Musical or Comedy   | The Office          | Đề cử   | [ 65 ]    |
| 2007 | Best Actor – Television Series Musical or Comedy   | The Office          | Đề cử   | [ 66 ]    |
| 2010 | Best Actor – Television Series Musical or Comedy   | The Office          | Đề cử   | [ 67 ]    |
| 2010 | Best Actor in a Motion Picture – Musical or Comedy | Dinner for Schmucks | Đề cử   | [ 67 ]    |
| 2014 | Best Actor – Motion Picture                        | Foxcatcher          | Đề cử   | [ 68 ]    |

### Teen Choice Awards
| Năm  | Hạng mục                             | Tác phẩm đề cử                  | Kết quả   | Chú thích     |
| ---- | ------------------------------------ | ------------------------------- | --------- | ------------- |
| 2006 | Lựa chọn Diễn viên truyền hình - Hài | The Office                      | Đề cử     | [ 69 ]        |
| 2007 | Lựa chọn Diễn viên điện ảnh - Hài    | Evan Almighty                   | Đề cử     | [ 70 ] [ 71 ] |
| 2007 | Lựa chọn Suy sụp tinh thần           | Evan Almighty                   | Đề cử     | [ 70 ] [ 71 ] |
| 2007 | Lựa chọn La hét                      | Evan Almighty                   | Đoạt giải | [ 70 ] [ 71 ] |
| 2007 | Lựa chọn Diễn viên truyền hình - Hài | The Office                      | Đoạt giải | [ 70 ] [ 71 ] |
| 2008 | Lựa chọn Diễn viên truyền hình - Hài | The Office                      | Đoạt giải | [ 72 ]        |
| 2009 | Lựa chọn Diễn viên truyền hình - Hài | The Office                      | Đề cử     | [ 73 ]        |
| 2010 | Lựa chọn Diễn viên điện ảnh - Hài    | Đêm hẹn nhớ đời                 | Đề cử     | [ 74 ]        |
| 2010 | Lựa chọn Vũ đạo                      | Đêm hẹn nhớ đời                 | Đề cử     | [ 74 ]        |
| 2010 | Lựa chọn Diễn viên truyền hình - Hài | The Office                      | Đề cử     | [ 74 ]        |
| 2011 | Lựa chọn Diễn viên truyền hình - Hài | The Office                      | Đề cử     | [ 75 ]        |
| 2012 | Lựa chọn Sự hấp dẫn lãng mạn         | Crazy, Stupid, Love             | Đề cử     | [ 76 ]        |
| 2012 | Lựa chọn Suy sụp tinh thần           | Crazy, Stupid, Love             | Đề cử     | [ 76 ]        |
| 2013 | Lựa chọn Diễn viên điện ảnh - Hài    | The Incredible Burt Wonderstone | Đề cử     | [ 77 ] [ 78 ] |
| 2013 | Lựa chọn Suy sụp tinh thần           | Kẻ trộm Mặt Trăng 2             | Đề cử     | [ 77 ] [ 78 ] |

## Liên hoan phim

### Liên hoan truyền hình Monte-Carlo
| Năm  | Hạng mục                                     | Tác phẩm đề cử | Kết quả   | Chú thích |
| ---- | -------------------------------------------- | -------------- | --------- | --------- |
| 2008 | Nam diễn viên chính xuất sắc - Loạt phim hài | The Office     | Đề cử     |           |
| 2010 | Nam diễn viên chính xuất sắc - Loạt phim hài | The Office     | Đoạt giải | [ 79 ]    |

### Liên hoan phim quốc tế Palm Springs
| Năm  | Hạng mục                                       | Tác phẩm đề cử | Kết quả   | Chú thích |
| ---- | ---------------------------------------------- | -------------- | --------- | --------- |
| 2014 | Giải thưởng Ảnh hưởng sáng tạo trong diễn xuất | Foxcatcher     | Đoạt giải | [ 80 ]    |
| 2015 | Giải thưởng Màn trình diễn của dàn diễn viên   | The Big Short  | Đoạt giải | [ 81 ]    |

### Liên hoan phim quốc tế Santa Barbara
| Năm  | Hạng mục                   | Tác phẩm đề cử | Kết quả   | Chú thích |
| ---- | -------------------------- | -------------- | --------- | --------- |
| 2014 | Diễn viên xuất sắc của năm | Foxcatcher     | Đoạt giải | [ 82 ]    |

## Hiệp hội phê bình

### Liên minh các nữ nhà báo hoạt động về điện ảnh
| Năm  | Hạng mục                                                                      | Tác phẩm đề cử      | Kết quả | Chú thích |
| ---- | ----------------------------------------------------------------------------- | ------------------- | ------- | --------- |
| 2013 | Giải thưởng sự chênh lệch tuổi tác kinh khủng nhất giữa nam chính và mối tình | Tri kỷ ngày tận thế | Đề cử   | [ 83 ]    |
| 2019 | Nam diễn viên phụ xuất sắc nhất                                               | Vice                | Đề cử   | [ 84 ]    |

### Hiệp hội phê bình phim Dublin
| Năm  | Hạng mục                    | Tác phẩm đề cử | Kết quả | Chú thích |
| ---- | --------------------------- | -------------- | ------- | --------- |
| 2015 | Nam diễn viên xuất sắc nhất | Foxcatcher     | Hạng ba | [ 85 ]    |

### Ủy ban Quốc gia về Phê bình Điện ảnh
| Năm  | Hạng mục                    | Tác phẩm đề cử | Kết quả   | Chú thích |
| ---- | --------------------------- | -------------- | --------- | --------- |
| 2015 | Dàn diễn viên xuất sắc nhất | The Big Short  | Đoạt giải | [ 86 ]    |

### Hiệp hội phê bình phim New York
| Năm  | Hạng mục                        | Tác phẩm đề cử       | Kết quả | Chú thích |
| ---- | ------------------------------- | -------------------- | ------- | --------- |
| 2006 | Nam diễn viên phụ xuất sắc nhất | Little Miss Sunshine | Hạng ba | [ 87 ]    |

### Hiệp hội phê bình phim St. Louis
| Năm  | Hạng mục                        | Tác phẩm đề cử       | Kết quả | Chú thích |
| ---- | ------------------------------- | -------------------- | ------- | --------- |
| 2006 | Nam diễn viên phụ xuất sắc nhất | Little Miss Sunshine | Đề cử   |           |
| 2018 | Nam diễn viên phụ xuất sắc nhất | Vice                 | Đề cử   | [ 88 ]    |

### Hiệp hội phê bình truyền hình
| Năm  | Hạng mục                          | Tác phẩm đề cử | Kết quả   | Chú thích |
| ---- | --------------------------------- | -------------- | --------- | --------- |
| 2006 | Thành tích cá nhân trong hài kịch | The Office     | Đoạt giải | [ 89 ]    |
| 2009 | Thành tích cá nhân trong hài kịch | The Office     | Đề cử     | [ 90 ]    |

### Hiệp hội phê bình phim Vancouver
| Năm  | Hạng mục                        | Tác phẩm đề cử       | Kết quả | Chú thích |
| ---- | ------------------------------- | -------------------- | ------- | --------- |
| 2006 | Nam diễn viên phụ xuất sắc nhất | Little Miss Sunshine | Đề cử   | [ 91 ]    |

### Hiệp hội phê bình phim khu vực Washington D.C.
| Năm  | Hạng mục                    | Tác phẩm đề cử       | Kết quả   | Chú thích |
| ---- | --------------------------- | -------------------- | --------- | --------- |
| 2006 | Dàn diễn viên xuất sắc nhất | Little Miss Sunshine | Đoạt giải | [ 92 ]    |
| 2013 | Dàn diễn viên xuất sắc nhất | The Way, Way Back    | Đề cử     | [ 93 ]    |
| 2015 | Dàn diễn viên xuất sắc nhất | The Big Short        | Đề cử     | [ 94 ]    |